# Het Gulden Tonneke
Het Gulden Tonneke is een rijksmonument in het centrum van de Zuid-Hollandse stad Delft. Het hoekhuis heeft als adressen Wijnhaven 16 en Boterbrug 17. Het in oorsprong middeleeuwse pand is na de stadsbrand van 1536 in een nieuwe gedaante herbouwd. Mogelijk werd de vlakke top in de 17e eeuw opnieuw opgemetseld. De originele gotische, natuurstenen pui is uniek in Nederland en werd wellicht ontworpen door een lid van het Brabantse bouwmeestersgeslacht Keldermans. Het pand is sinds 1925 eigendom van de Vereniging Hendrick de Keyser. Het pand staat model voor het KLM-huisje nummer 34.

## Geschiedenis
Het pand met de naam Het Gulden Tonneke stamt in de huidige verschijningsvorm van omstreeks 1540, echter de gotische pui kan van voor de bouwtijd zijn. Dezelfde soort natuursteen, die ook nog afkomstig is van dezelfde steenhouwerij Le Prince uit Belgisch Brabant, werd ook gebruikt bij de gevel van het Gemeenlandshuis. Van oorsprong was het pand geen hoekpand, daarom is de zijgevel ook niet voorzien van siermetselwerk, maar is deze eenvoudig. Het pand werd een hoekpand, na de bouw van de Boterbrug. De zijgevel is gebouwd als scheidingsmuur voor tussen twee panden in. De vensters in deze gevel zijn allemaal van na de bouwtijd.
Van het pand zijn ook een aantal eigenaren en gebruikers bekend. De naam stamt uit de 16e eeuw en verwijst mogelijk naar de botertonnen, maar misschien (ook) naar de wijnhandel. In de 17e eeuw was er een linnenwinkel gevestigd. In de daaropvolgende eeuw kreeg het pand een andere naam en functie, het werd een koffiehuis en droeg de naam Het oude Royale Coffyhuys. Van 1902 tot 1925 was Verkade eigenaar van het pand. Nadat Vereniging Hendrick de Keyser het pand in bezit kreeg, werd het verhuurd aan een slagerij, deze winkel zat er tot halverwege de jaren 1980, waarna het pand gerestaureerd werd.

## Exterieur
De zijgevel, van oorsprong een tussenmuur, is na de sloop van het buurpand geheel bepleisterd en van vensters voorzien. De voorgevel is nog grotendeels in oorspronkelijke staat, met hardstenen pui. Deze pui is laat-gotisch in stijl en daarmee mogelijk van voor de stadsbrand van 1536. De kruisvensters zijn vervangen door grotere rechthoekige vensters en de originele deur is vervangen. De vier zuilen die het geheel dragen zijn getordeerd, van deze zuilen lopen alleen de middelste twee door naar beneden. De twee aan de zijkanten zijn officieel colonnetten. Boven de vensteropeningen dragen spitsbogen met traceerwerk de bovenverdieping. De voorgevel heeft per verdieping een overkraging op korfbogen. Een groot deel van de hardstenen elementen is gemarkeerd met steenhouwersmerken van Le Prince uit Belgisch Brabant. De gevel boven de pui is opgebouwd als een Dordtse gevel waarbij het metselwerk is afgewisseld met speklagen van Gobertange zandsteen.

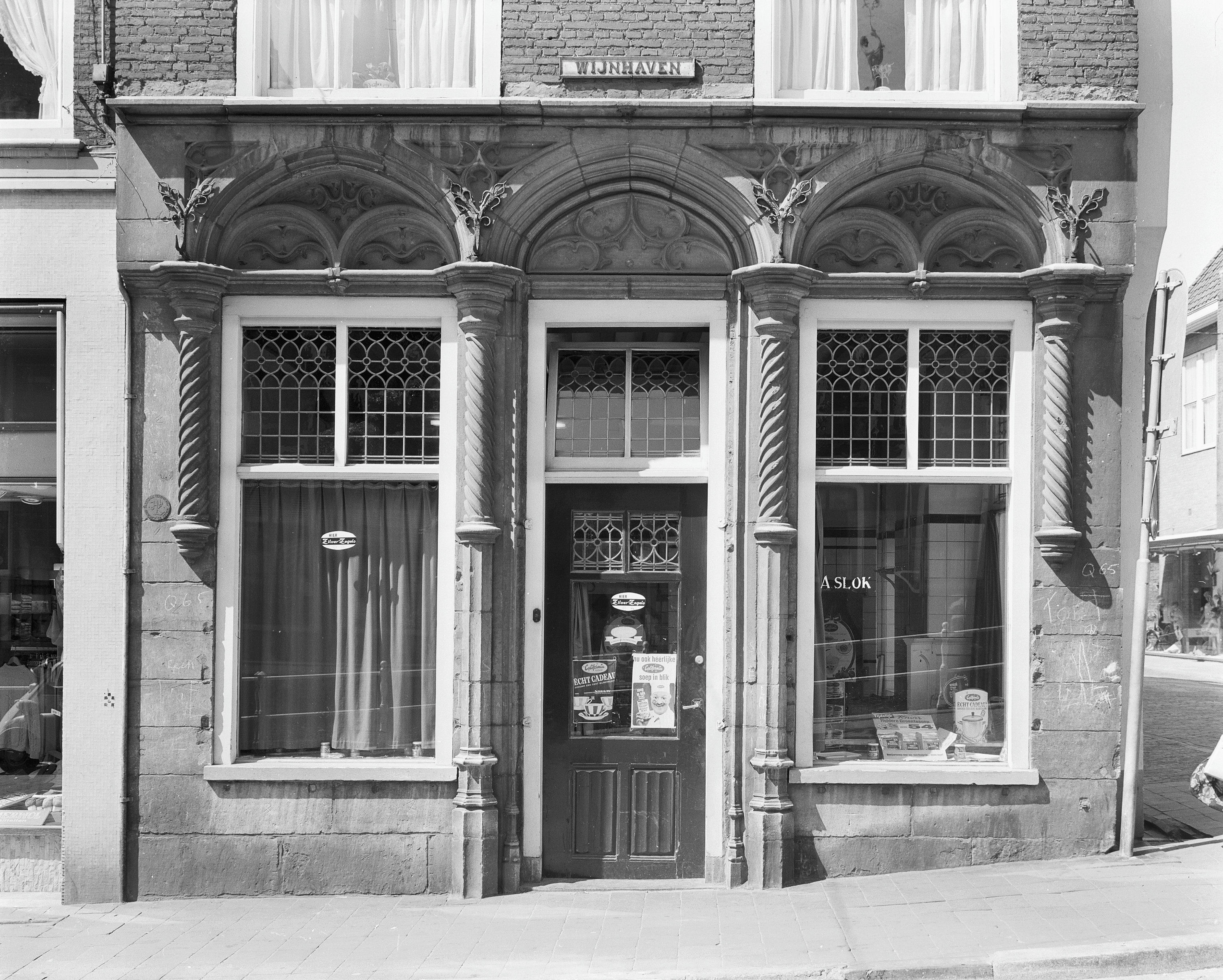
De hardstenen onderpui van het huis anno 1967, toen er een slagerij was gevestigd (foto: Gerard Dukker, RCE)
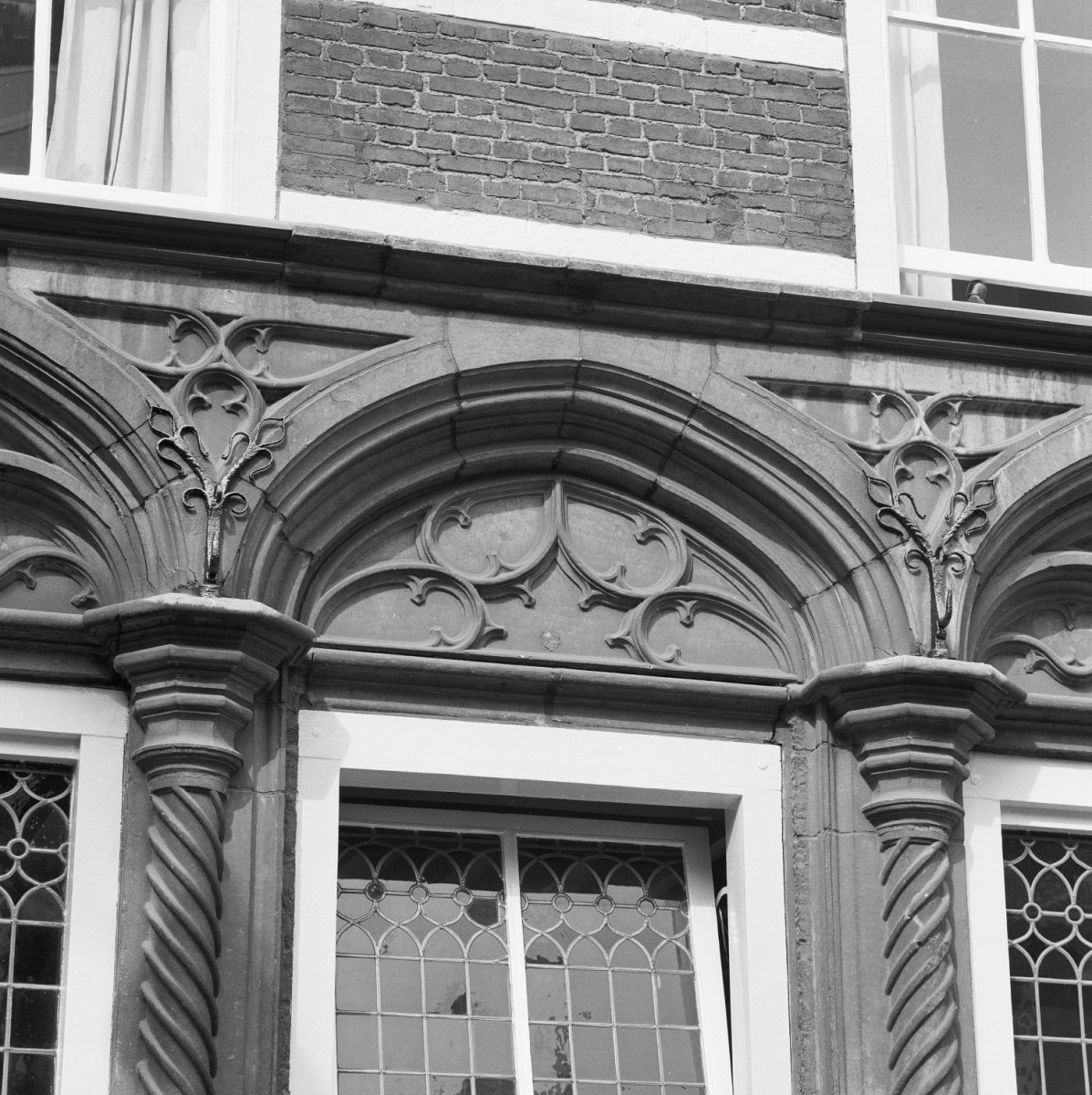
Detail van de onderpui met traceerwerk en originele sierankers
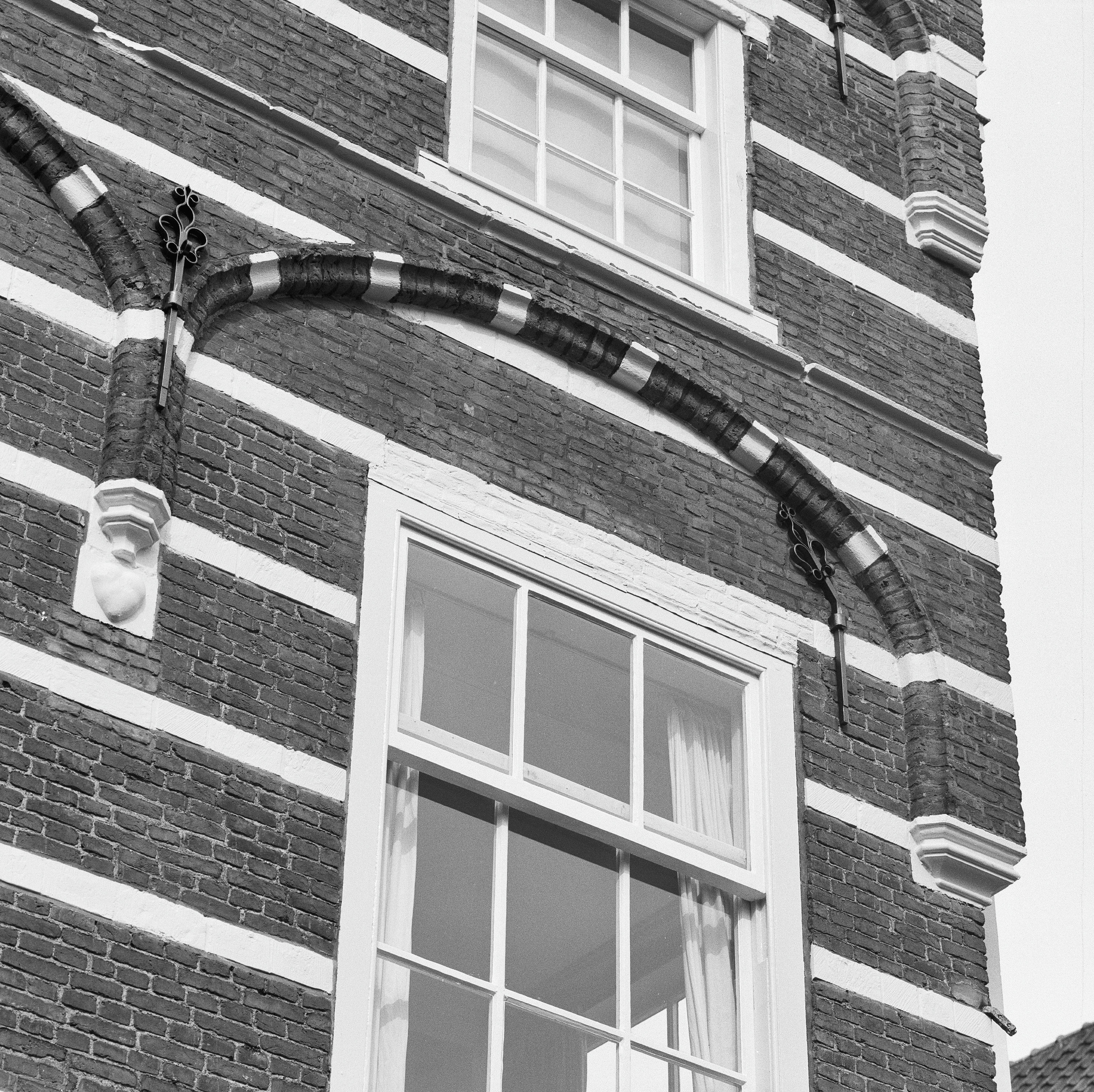
Detail van de bovengevel met overkraging op de verdieping en het hartje waaronder de gevelsteen zich bevond

### Gevelsteen
Het huis bezat oorspronkelijk een luxe gevelsteen die in 1967 werd aangekocht door het Rijksmuseum in Amsterdam. De steen bevond zich onder het hartje in het midden van de gevel.

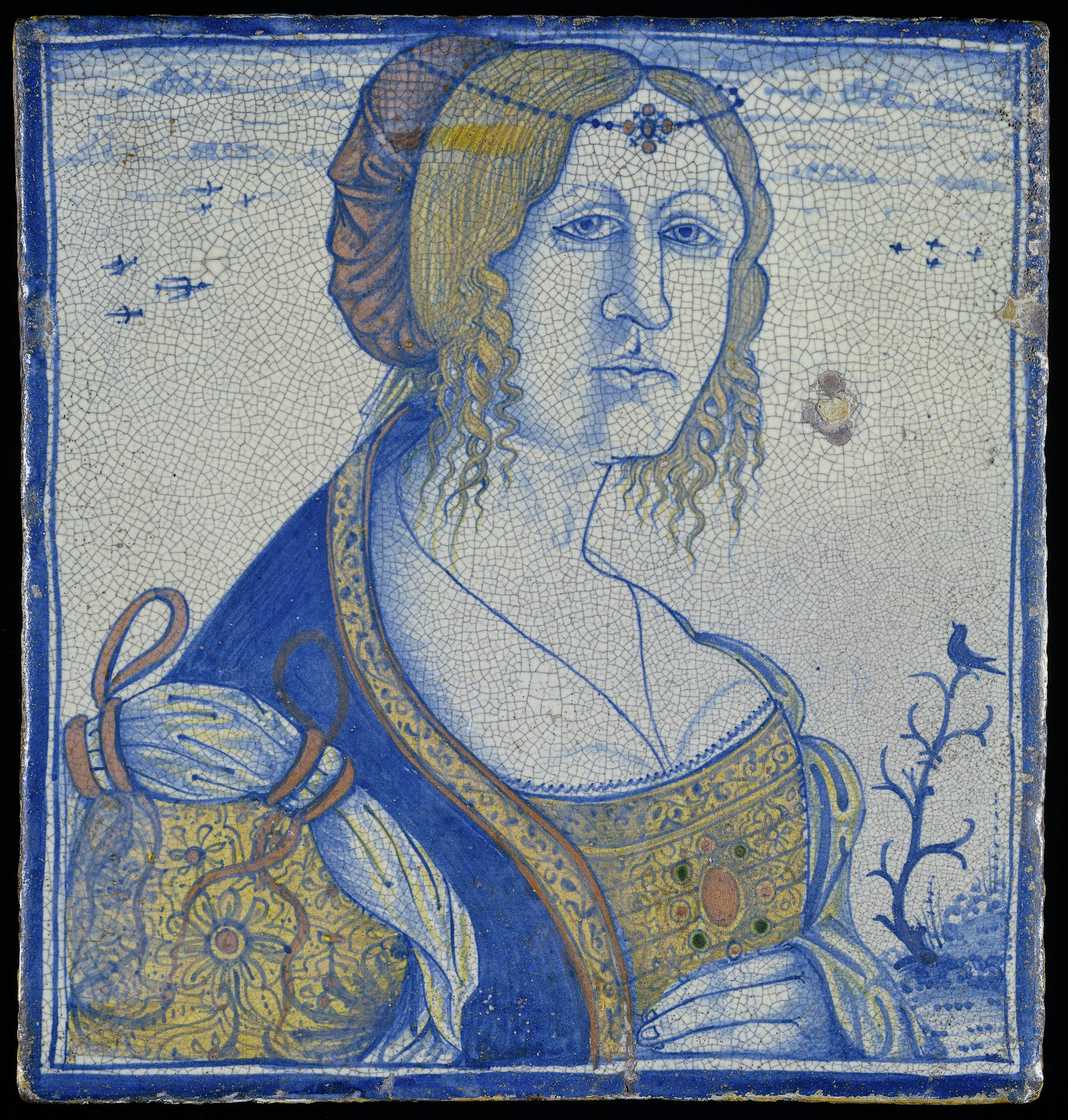
Tegel met het portret van een vrouw, majolica veelkleurig beschilderd in de glazuur, 31,3 × 29,5 × 3,0 cm, Rijksmuseum Amsterdam
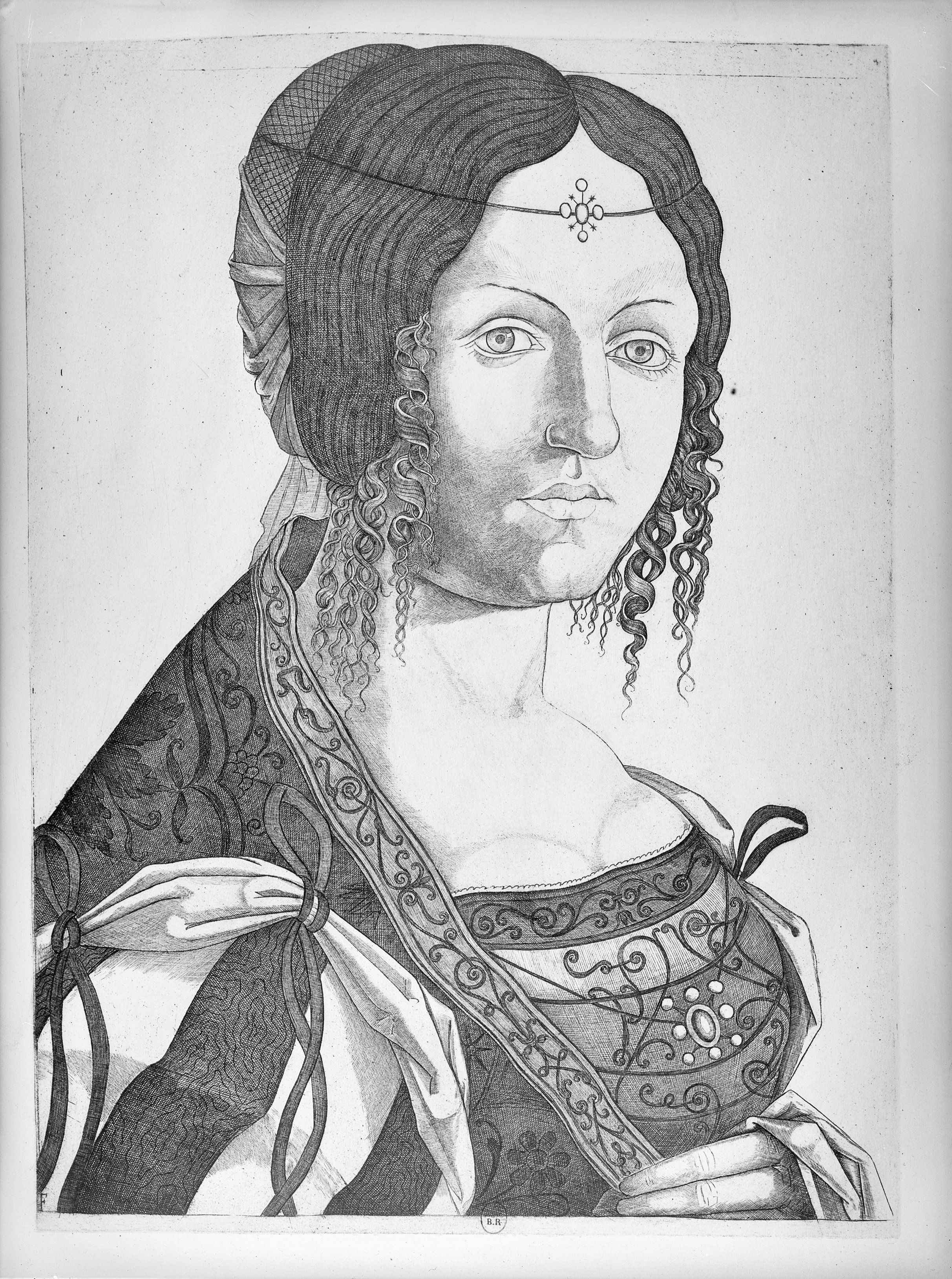
Het voorbeeld voor de tegel: prent door een anonieme navolger van Leonardo da Vinci

## Interieur
Het pand is opgedeeld in een voorhuis en een achterhuis. Het voorhuis is 10 meter diep en het achterhuis 8 meter. De begane grondverdieping is opgedeeld in een voorkamer, binnenkamer, tussenkamer en kleine keuken. Boven de winkelruimte is een bovenwoning gevestigd.